# 폴커 핑케
폴커 핑케(Volker Finke, 1948년 3월 24일, 니더작센주 닌부어크 ~)는 은퇴한 독일의 축구 선수이자 감독이다. 그는 16년간 프라이부르크를 지도한 것으로 알려져 있다.

## 감독 경력
2008년 12월 6일, 일본 클럽 우라와 레드 다이아몬드는 핀케 감독과 2010년까지 계약하였다고 발표하였다.
2010년 12월 18일, 그는 쾰른의 새 스포르팅 디렉터로 임명되었고, 그의 계약은 2011년 2월 1일에 발효되었다. 2011년 4월 27일을 기점으로, 그는 시즌이 끝나기 전까지 감독 대행을 겸임하기도 하였다. 2012년 3월 10일, 핀케는 헤르타 BSC전 1-0 승리 이후 상호 계약 해지로 쾰른과 결별하였다.
2013년 5월 22일, 그는 카메룬 축구 국가대표팀 사령탑에 취임하였다.

## 감독 경력 통계
2015년 10월 30일 기준
| 팀                     | 취임            | 해임             | 기록 | 기록 | 기록 | 기록 | 기록   | 기록  |
| 팀                     | 취임            | 해임             | 전   | 승   | 무   | 패   | 승률   | 참조  |
| ---------------------- | --------------- | ---------------- | ---- | ---- | ---- | ---- | ------ | ----- |
| 하펠제                 | 1986년 2월 13일 | 1990년 10월 9일  | —    | —    | —    | —    | —      | —     |
| 프라이부르크           | 1991년 7월 1일  | 2007년 6월 30일  | 605  | 243  | 143  | 219  | 40.17  | [ 6 ] |
| 우라와 레드 다이아몬즈 | 2009년 1월 1일  | 2010년 12월 31일 | 68   | 30   | 10   | 28   | 44.12  |       |
| 쾰른                   | 2011년 4월 27일 | 2011년 6월 30일  | 3    | 3    | 0    | 0    | 100.00 | [ 5 ] |
| 카메룬                 | 2013년 5월 22일 | 2015년 10월 30일 | 29   | 9    | 12   | 18   | 31.03  |       |
| 합계                   | 합계            | 합계             | 705  | 285  | 165  | 255  | 40.43  | —     |